# 三星Galaxy Young
三星Galaxy Young，是一款三星电子在2013年3月推出的低端32位智能手机，和其他三星Galaxy同样使用Android系统。 这款手机配有3.27英寸TFT LCD触摸屏。有些版本支持双SIM功能。这款手机的配置比较基本，所以被视为低端智能机，适合第一次使用智能手机的儿童或青少年。

## 规格
手机采用直板式设计，外壳为塑料材质。Galaxy Young配有1GHz 处理器，4GB内部存储空间，可以使用SD卡将储存空间升级至64GB。手机配有加速度计，可以使用手势操控手机；例如，用户可以翻转手机使其停止响铃，又或者可以摇晃手机开启蓝牙和Wi-Fi。
巴西市场销售的型号为GT-S6313T，支持1seg地面电视。

## 评论
英国CNET称这款手机还可以，可以提供低端体验。和其他品牌同价位的手机相比，这款手机的屏幕性能一般。由于额外增加了200多兆内存，所以手机基本功能体验不错，如网页浏览、通信，在玩一些大型游戏的表现也很好。手机可以使用Google Play ，但无法运行一些较新版本的应用程序。占用手机资源较少的老程序仍可以正常运作。因为手机的内存不多，在使用某些功能（如捏合缩放）会使手机卡顿。
很多评论家批评此款手机使用了过时的处理器，运行一些大型程序会卡顿。但他们称赞了该手机315万像素的镜头，可以拍出清晰照片，在同价位的手机中表现不错。总的来说，他们认为这款手机的配置与其价格取得平衡。